# Puerto del Coyote
Puerto del Coyote är en ort i Mexiko.   Den ligger i kommunen Colón och delstaten Querétaro Arteaga, i den centrala delen av landet, 190 km nordväst om huvudstaden Mexico City. Puerto del Coyote ligger 2 376 meter över havet och antalet invånare är 436.
Terrängen runt Puerto del Coyote är lite bergig, och sluttar söderut. Runt Puerto del Coyote är det ganska tätbefolkat, med 67 invånare per kvadratkilometer. Närmaste större samhälle är Colón, 16,9 km sydost om Puerto del Coyote. Trakten runt Puerto del Coyote består i huvudsak av gräsmarker.